# Kyjov (Buřenice)
Kyjov (německy Kühhof) je malá vesnice, část obce Buřenice v okrese Pelhřimov. Nachází se asi 4 km na jih od Buřenic. V roce 2009 zde bylo evidováno 6 adres. V roce 2001 zde trvale žilo 6 obyvatel.
Kyjov leží v katastrálním území Kyjov u Buřenic o rozloze 0,51 km2.